# Masenābād
Masenābād (persiska: مَسن آباد, مَسَن آباد, مسن آباد) är en ort i Iran.   Den ligger i provinsen Markazi, i den centrala delen av landet, 220 km sydväst om huvudstaden Teheran. Masenābād ligger 1 675 meter över havet och antalet invånare är 139.
Terrängen runt Masenābād är huvudsakligen platt, men västerut är den kuperad. Terrängen runt Masenābād sluttar österut.Runt Masenābād är det ganska tätbefolkat, med 120 invånare per kvadratkilometer. Närmaste större samhälle är Dāvūdābād, 18,3 km öster om Masenābād. Trakten runt Masenābād består i huvudsak av gräsmarker.